# 蒂氏刺鼻單棘魨
蒂氏刺鼻單棘魨，又稱蒂氏前孔魨，為輻鰭魚綱魨形目鱗魨亞目單棘魨科的其中一種，為熱帶海水魚，分布於東南太平洋的復活節島海域，體長可達13.4公分，棲息在底層水域，生活習性不明。

## 扩展阅读
維基物種上的相關：蒂氏刺鼻單棘魨